# هاميلتون فيش أرمسترونغ
هاميلتون فيش أرمسترونغ هو كاتب ودبلوماسي وسياسي أمريكي، ولد في 7 أبريل 1893، وتوفي في 24 أبريل 1973.